# Monte Fréduaz
De Monte Fréduaz of Mont Fréduaz is een 2937 meter hoge berg in de Italiaanse regio Aostavallei.
De berg ligt in het westen van het Rutormassief nabij de Franse grens. Ten noorden van de Mont Fréduaz ligt de grillige bergkam van de Mont Thuilette (2420 m). Aan de zuidzijde van de berg ligt de merenrijke vallei Bella Comba.
Uitgangspunt voor de beklimming van de Monte Freduaz is het nabij La Thuile gelegen La Joux. Vanaf hier gaat de route via de almen Maisonnettes (1889 m) en Ponteilles (2061 m) langs de bergkam van de Mont Thuilette naar de top.